# Carolina Jabor
Carolina Jabor (Rio de Janeiro, 1 de março de 1975) é uma diretora e produtora brasileira.

## Biografia
Filha do cineasta e jornalista Arnaldo Jabor, Carolina é sócia da Conspiração desde 2000. Aos Teus Olhos (2018), o seu segundo longa, colocou em evidência a polêmica temática do linchamento nas redes sociais. Bem recebido pela crítica, o filme rodou o circuito de festivais nacionais e internacionais, sendo eleito pelo júri a melhor ficção da 41ª edição da Mostra Internacional de Cinema São Paulo e premiado com quatro troféus no Festival do Rio.
Já o seu longa de estreia, Boa Sorte (2014), foi estrelado por Deborah Secco e João Pedro Zappa. Em 2008, em codireção com Lula Buarque de Hollanda, lançou o documentário O Mistério do Samba, sobre a Velha Guarda da Portela, selecionado para o Festival de Cannes e eleito melhor documentário no Grande Prêmio do Cinema Brasileiro. Na TV, assinou a direção de episódios da série Magnífica 70 (HBO), sobre o universo da Boca do Lixo durante a ditadura militar brasileira. Produziu e dirigiu episódios da série A Mulher Invisível (Globo), ganhadora do Emmy Internacional na categoria série cômica. Em 2018, Carolina assinou a direção artística de Desnude, primeira série para TV da plataforma Hysteria, núcleo formado apenas por mulheres dentro da Conspiração.

## Filmografia
| Ano  | Título              | Creditada como | Creditada como | Creditada como | Tipo                          |
| Ano  | Título              | Direção        | Roteiro        | Produção       | Tipo                          |
| ---- | ------------------- | -------------- | -------------- | -------------- | ----------------------------- |
| 2008 | O Mistério do Samba | Sim            | Não            | Não            | Longa-metragem (documentário) |
| 2014 | Boa Sorte           | Sim            | Não            | Sim            | Longa-metragem                |
| 2018 | Aos Teus Olhos      | Sim            | Não            | Sim            | Longa-metragem                |
| 2021 | L.O.C.A.            | Não            | Não            | Sim            | Longa-metragem                |
| 2022 | Transe              | Sim            | Sim            | Sim            | Longa-metragem                |